# Siergiej Butenko
Siergiej Aleksandrowicz Butenko, ros. Сергей Александрович Бутенко (ur. 2 grudnia 1960 w Nowoszachtyńsku, w obwodzie rostowskim, Rosyjska FSRR) – rosyjski piłkarz, grający na pozycji pomocnika lub napastnika, trener piłkarski.

## Kariera piłkarska
Wychowanek Szkoły-Internatu Sportowego w Rostowie nad Donem oraz Zoria Woroszyłowgrad. Pierwsi trenerzy Wjaczesław Perszyn i Wadym Dobyża. W 1978 rozpoczął karierę piłkarską w klubie Zoria Woroszyłowgrad. Potem został powołany do służby wojskowej. Po zwolnieniu z wojska występował w zespole Drużba Majkop, a w 1981 powrócił do Zorii Woroszyłowgrad. Również grał w drużynie amatorskiej Urożaj Krymsk w obwodzie Krasnodarskim. W 1982 został zaproszony do Cemienta Noworosyjsk. W 1984 odszedł do Atommaszu Wołgodońsk. Latem 1987 przeniósł się do Naftowyka Ochtyrka. Po pół roku w 1988 powrócił do Cemienta Noworosyjsk. W 1989 bronił barw klubów Drużba Majkop i Wołga Kalinin. W 1990 występował w klubie Wołgar Astrachań. W 1991 po raz trzeci powrócił do klubu z Noworosyjska, w którym zakończył karierę piłkarza w roku 1992.

## Kariera trenerska
Po zakończeniu kariery piłkarza rozpoczął pracę szkoleniowca. Najpierw pomagał trenować Czernomoriec Noworosyjsk, a w październiku 1995 tymczasowo stał na czele klubu. Potem znów pomagał trenować piłkarzy Czernomorca, a od lipca 1998 do lipca 1999 kierował klubem. W rundzie jesiennej 2000 roku prowadził klub Nosta Nowotroick. W lipcu 2001 został zaproszony na stanowisko głównego trenera Paxtakoru Taszkent, którym kierował do czerwca 2002. Potem do końca 2002 pomagał trenować Ładę Togliatti. W 2003 dołączył do sztabu szkoleniowego FK Rostów, a od 17 do 29 sierpnia 2003 pełnił obowiązki głównego trenera. Od 11 stycznia 2004 do 29 kwietnia 2004 prowadził Bałtikę Kaliningrad. Od 2005 do lata 2006 pracował w amatorskim zespole Progriess Rostów nad Donem. W 2008 trenował fiński klub TP-47. W 2009 stał na czele młodzieżowej drużyny FK Rostów. Od 21 maja 2010 do czerwca 2015 prowadził FK Taganrog. 27 lipca 2015 został mianowany na stanowisko głównego trenera Drużby Majkop, którym kierował do 7 października 2015, a potem do 2016 pracował jako asystent trenera.

## Sukcesy i odznaczenia

### Sukcesy piłkarskie
Cemient Noworosyjsk
- mistrz grupy Wtoroj Ligi ZSRR: 1988, 1989

### Odznaczenia
- tytuł Mistrza Sportu ZSRR: